# زمن البروثرومبين

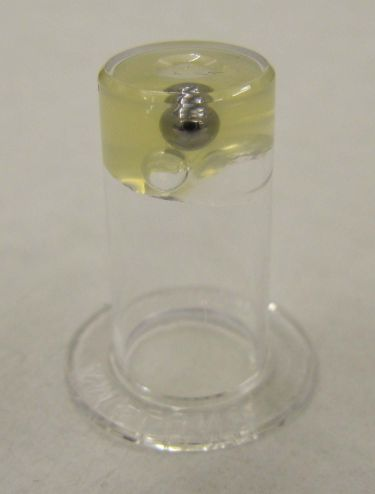
بلازما الدم بعد إضافة عامل النسيج (العامل الثالث أو ثرومبوبلاستين). الهيكل المشابه للهلام قوي جداً بدرجة تكفي للإمساك بالكرة الحديدية المعلقة كما في اصورة.

زمن البروثرومبين (PT) (بالإنجليزية: Prothrombin time)‏ والمقاييس المستمدة منه - نسبة البروثرومبين (PR) (بالإنجليزية: Prothrombin time)‏ والنسبة المعيارية الدولية (بالإنجليزية:  International Normalized Ratio)‏ المعروفة اختصاراً بمؤشر سيولة الدم INR - هي مقاييسٌ للعوامل الخارجية لعملية تجلط الدم. وتستخدم لتحديد ميول الدم للتجلط، وبناء عليه قياس وتحديد: الجرعات من الأدوية المانعة للتجلط مثل الوارفارين، تلف الكبد، وحالة فيتامين ك. زمن البروثرومبين يقيس عوامل تجلط الدم (الأول والثاني والخامس والسابع والعاشر)، ويستخدم جنبا إلى جنب مع الزمن الجزئي للثرومبوبلاستين النشط الذي يقيس العوامل الداخلية لعملية تجلط الدم.

## قياس المختبر

### المعدلات الطبيعية
المدى المرجعي لزمن البروثرومبين عادةً ما يكون حوالي ما بين 11-16 ثانية

؛ والمعدل الطبيعي ل«النسبة المعيارية الدولية» INR هو مابين 0.8-1.2. وقد يهدف الأطباء نسب أعلى «للنسبة المعيارية الدولية» INR (في معظم الحالات تكون 2.5) عندما تكون الحالات تتطلب استخدام مضادات التجلط مثل الوارفارين.

### طريقة القياس
يشيع قياس زمن البروثرومبين باستخدام بلازما الدم. حيث يتم سحب عينةٍ من الدم في أنبوب اختبار يحتوي على كمية من مادة السترات السائلة، والتي تعمل كمضاد للتجلط من خلال اتحادها مع الكالسيوم الذي في عينة الدم. ويتم رج العينة، ثم تعريضها لقوة الطرد المركزي لفصل خلايا الدم عن البلازما. وفي حالة الأطفال حديثي الولادة، يتم استخدام عينة دم كامل من أحد الأوعية الدموية الشعرية.
يتم تحليل البلازما من قبل تقني مختبر الطب الحيوي، على آلةٍ تُظبط درجة حرارتها على 37 درجة مئوية (لتماثل درجة حرارة جسم الإنسان تقريباً):
- تُسحب عينة من دم المريض في أنبوب اختبار به كمية من سيترات الصوديوم الذي يعمل كمضاد تخثر (وبذلك تعكس أثر الكالسيوم). يُخلط الدم ثم توضع العينة في جهاز دوران للطرد المركزي لفصل خلايا الدم عن بلازما الدم (حيث أن زمن البروثرومبين يتم قياسه عادة باستخدام بلازما الدم). في الأطفال حديثي الولادة يتم استخدام كامل الدم.
- يتم استخراج عينة من البلازما من أنبوب الاختبار ووضعها في أنبوب اختبار القياس.للحصول على القياس الدقيق يجب أن تكون نسبة الدم إلى مادة السيترات ثابتة، ويتم يتم كتابتها على جانب أنبوب الاختبار بواسطة الشركة المصنّعة؛ ويرفض العديد من المختبرات إجراء الفحص إذا كان الأنبوب غير ممتلئ بالنسبة المحددة وبذلك قد يحتوي على تركيزات عالية نسبيا من مادة السيترات. إذا كان الأنبوب غير ممتلئ أو مملوء بكمية أكثر من المحددة بالدم، يكون التخفيف القياسي لاختبار التجلط (جزء 1 من الدم إلى 9 أجزاء من مضاد التجلط) غير صالح. ولاختبار زمن البروثرومبين توضع العينة المناسبة في أنبوب له غطاء أزرق، أو أنبوب سيترات الصوديوم (وهي مادة سائلة مضادة للتجلط).
- تُضاف كمية من الكالسيوم في مُسْتَعْلَقُ الدهن الفوسفوري (فوسفوليبيد) لتعكس آثر مادة السيترات، حتي يتمكن الدم من التجلط مرة أخرى.
- يتم إضافة معامل النسيج (المعروف أيضا باسم العامل الثالث)، ويُحسب الزمن الذي تستغرقه العينة حتى تتجلط بصريا. وتستخدم بعض المختبرات طرق ميكانيكية للقياس، والتي تلغي تأثير المواد الدهنية والعصارة الصفراء. نسبة البروثرومبين (ويُعرف أيضاً باسم: النسبة المعيارية الدولية INR) هي زمن البروثرومبين لبلازما عينة هذا المريض، مقسوما على زمن البروثرومبين لعينة معيارية من البلازما.

### النسبة المعيارية الدولية INR
النتيجة (بالثواني) لفترة البروثرومبين في الفرد العادي سوف تختلف تبعا لنوع النظام التحليلي الذي يتم استخدامه. وهذا عائدٌ للاختلافات بين المجموعات المختلفة من «عوامل النسيج» الذي تأتي من عدة شركات مصنعة مختلفة لاستخدامه في إجراء هذا الاختبار. لذلك تم تصميم «النسبة المعيارية الدولية INR» لتوحيد النتائج. ويقوم كل مورد بتعيين (مؤشر الحساسية الدولي) لكل عامل الأنسجة من التي يصنعها. وقيمة (مؤشر الحساسية الدولي) يشير إلى مدى تقارن دفعة معينة من عامل نسيج إلى عينة موحد دوليا. ويكون (مؤشر الحساسية الدولي) عادة ما بين 1.0 و2.0 . «النسبة المعيارية الدولية INR» هي النسبة بين زمن البروثرومبين من عينة المريض إلى نفس النسبة من عينة قياسية مرفوع إلى قوة «مؤشر الحساسية الدولي» لنظام التحليل المستخدم.
{\displaystyle {\text{INR}}=\left({\frac {{\text{PT}}_{\text{test}}}{{\text{PT}}_{\text{normal}}}}\right)^{\text{ISI}}}

### دلالات النتائج
زمن البروثرومبين هو الزمن الذي تستغرقه البلازما لتتجلط بعد إضافة عامل النسيج (المتحصل عليه من الحيوانات). ويقيس هذا جودة العوامل الخارجية (بالإضافة إلى العوامل المشتركة) للتجلط. سرعة العوامل الخارجية تتأثر كثيرا بمستويات العامل السابع للتجلط في الجسم. فلدى العامل السابع نصف عمرٍ قصير وتصنيعه يتطلب الفيتامين ك. يمكن أن يطول زمن البروثرومبين نتيجةً للنقص في فيتامين ك، والذي يمكن أن يكون بسبب استخدام عقار الوارفارين، أو سوء الامتصاص الغذاء، أو عدم وجود مستعمرات البكتيريا المعوية (مثلما في حديث الولادة). وبالإضافة إلى ذلك، عندنا يقل تصنيع العامل السابع (بسبب مرض الكبد) أو زيادة الاستهلاك (في التجلط المنتثر داخل الأوعية) قد يطيل زمن البروثرومبين.
يشير معدل «النسبة المعيارية الدولية INR» العالي مثل (5) إلى أن هناك احتمالا عاليا لوجود نزيف، في حين عندما تكون «النسبة المعيارية الدولية» (0.5) يشير إلى احتمالٍ عالٍ لوجود جلطة. المستويات العادية لشخصٍ سليمٍ تكون من 0,9-1,3، وفي الأشخاص الذين يتلقون العلاج بالوارفارين هي من 2.0 إلى 3.0، على الرغم من أن المستوى المطلوب من «النسبة المعيارية الدولية INR» قد يكون أعلى في حالاتٍ معينة، مثل المرضى الذين يستخدمون صمامات القلب الميكانيكية، أو استبدال الوارفارين مع الهيبارين منخفض الوزن الجزيئي (مثل الإنيكسوبارين) قبل العملية.

### العوامل التي تحدد دقة التحليل
عامل ليوبس المانع للعوامل المؤدية للتجلط يسري في الدم قد يؤدي إلى تحرف نتائج زمن البروثرومبين، وهذا يتوقف على طريقة التحليل المستخدمة. الاختلافات بين مختلف التحضيرات من الثرومبوبلاستين في الماضي أدت إلى انخفاض دقة قراءات «النسبة المعيارية الدولية»، وقد اقترحت دراسة أجريت عام 2005 أعلى الرغم من الجهود للمعايرة الدولية (النسبة المعيارية الدولية) إلا أنه لا تزال هناك اختلافات كبيرة إحصائيا بين مجموعات مختلفة من مواد الاختبار،  مما أدى إلى التشكيك على المدى الطويل في دقة وقابلية الاعتماد على زمن البروثرمبين / (النسبة المعيارية الدولية) كإجراء لقياس مدى تأثير العلاج المضاد للتجلط.

## احصائيّات
يتم إجراء ما يقدر ب 800 مليون اختبارات «زمن البروثرومبين» / «النسبة المعيارية الدولية» سنويا في جميع أنحاء العالم.

## إجراء الاختبار في المنزل (قريب من المريض)
بالإضافة إلى أسلوب المختبرات المبين أعلاه، فإنه يمكن إجراء اختبار «النسبة المُطَبعة دوليا» بالقرب المريض أو في المنزل، وقد أصبح شائعا بشكلٍ متزايد في بعض البلدان. في المملكة المتحدة على سبيل المثال، يتم استخدام الاختبار القريب من المريض من قبل المرضى في المنازل، وفي بعض عيادات منع تجلط الدم (و التي غالبا ماتكون في المستشفيات) كبديلٍ سريع وملائمٍ لأسلوب المختبر. بعد فترةٍ من الشك حول مدى دقة نتائج هذه الاختبارات، بدأ جيلٌ جديدٌ من الأجهزة والمواد الكاشفة في الانتشار لقدرته على تحقيق نتائج قريبة في الدقة لتلك الواردة من المختبر.[9]

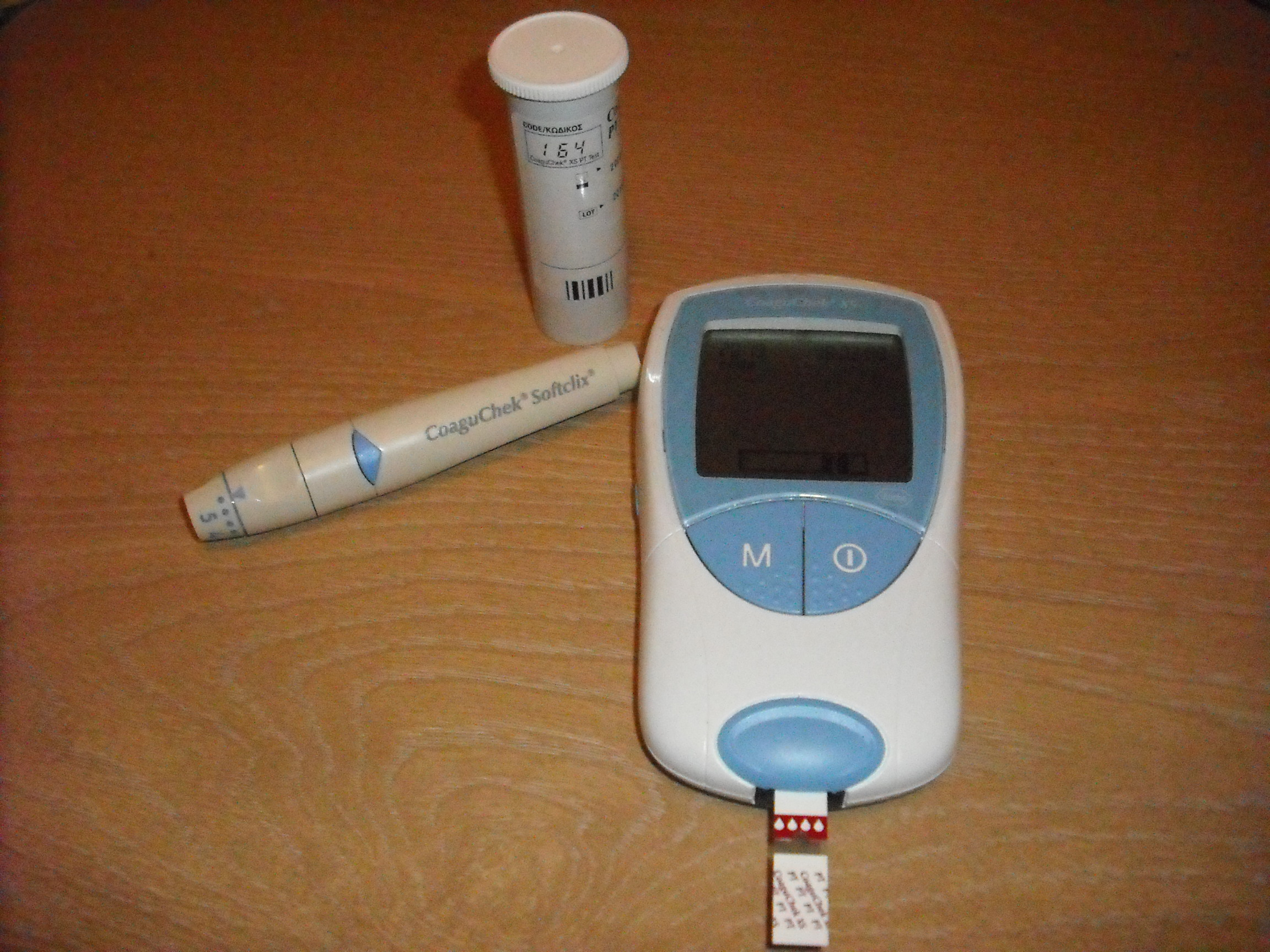
جهاز "كواجوتشيك إكس إس" CoaguChek XS من شركة "روش" Roche.

في إعداد إجراء اختبار قرب المريض نموذجي يتم استخدام جهاز صغير يوضع على الطاولة، على سبيل المثال جهاز شركة روش لفحص التجلط (Roche Coaguchek) وجهاز (Hemochron Signature) من شركة تكنيديا الدولية ، والمؤسسة الدولية Technidyne ، أو الجهاز الأحدث الذي تم اصداره في الآونة الأخيرة (2005) (HemoSense INRatio). يتم الحصول على قطرة دم من أحد الأوعية الشعرية مع وخز الأصبع - الآلي، وهو غير مؤلم تقريبا. يتم وضع هذه القطرة على شريط اختبار يتم توفيره للجهاز الذي أعد له. وتأتي النسبة المعيارية الدولية الناتجة على الشاشة في بضع ثوان. يتم استخدام طرقٍ مماثلةٍ لهذا الاختبار من قبل مرضى السكر على الأنسولين، ويتم تعلمها وممارستها بسهولة.
السياسة المحلية المتبعة في الأنظمة الصحية تحدد ما إذا كان المريض أو أخصائي التجلط (ممرضة، طبيب عام أو طبيب المستشفى) يفسر النتيجة ويحدد جرعة الدواء المضاد للتجلط. في ألمانيا، قد يضبط المرضى جرعة الدواء لأنفسهم، [10]، بينما تظل هذه العملية في أيدي مهنيي الرعاية الصحية في المملكة المتحدة والولايات المتحدة. فعلى سبيل المثال، المرضى الذين يستخدمون خدمات مثل "فيليبس "لقياس النسبة المعيارية الدولية" في المنزل [11] "Philips INR@Home" سوف يرسلون نتائجهم "للنسبة المعيارية الدولية" بالهاتف على أسبوعيا، ويتم نقل هذه المعلومات إلى الطبيب، الذي يتم أيضا تنبيهه إذا خرجت الأرقام من نطاق المستويات المسموحة وتتطلب التدخل الفوري بإعطاء أو تعديل جرعات الأدوية.
وهناك ميزة هامة لأجهزة إجراء الاختبار المنزلية هو وجود دليل على أن المريض الذي يستخدم الاختبار الذاتي مع الدعم الطبي والمريض يتبع طريقة إدارة المرض ذاتيا (حيث يضبط المرضى جرعة من مضاد للتجلط الخاصة بهم) يحسن السيطرة على عدم حدوث جلطات. ويشير تحليلٌ مجمع استعرض التجارب في 14 دراسة أن الاختبار المنزلي أدى إلى حدوث انخفاض في المضاعفات (النزيف وتجلط الدم)، وتحسَّنَ في زمن البروثرومبين والنطاق العلاجي والذي يستخدم كمقياس غير مباشر لمراقبة التجلط.
و من المزايا الأخرى لأجهزة القياس المنزلي هو أنها سريعة ومريحة، وعادةَ ما تكون أقل إيلاما، ويوفر في الاستخدام المنزلي، قدرة المرضى على قياس «النسبة المعيارية الدولية» الخاصة بهم عند الاقتضاء. ومن بين المشاكل أنه يجب أن توصل يدٌ ثابتةٌ نسبيا الدم إلى النقطة المحددة، وأن بعض المرضى يجدون الوخز الأصبعي صعبا، وأن تكاليف شرائط الاختبار يجب أن تؤخذ بعين الاعتبار. في المملكة المتحدة تتاح هذه الأجهزة على وصفة طبية يحصل عليها كبار السن والعاطلين دون مقابل والآخرين يدفعون سعر ثابت مخفض، حى ث تمثل حوالي 20 ٪ من سعر التجزئة للشرائط. في الولايات المتحدة قياس «النسبة المعيارية الدولية» في المنزل يتم تسديده حاليا بواسطة مركز خدمات الرعاية الطبية الأمريكي لمرضى صمامات القلب الميكانيكية، في حين أن شركات التأمين الخاصة قد تغطي تكلفتها لحالات أخرى.يغطي مركز خدمات الرعاية الطبية الأمريكي الآن الاختبارات المنزلية للمرضى الذين يعانون من الرجفان الاذيني المزمن. وهذا يتطلب وصفة طبيب.
هناك بعض الأدلة التي تشير إلى أن إجراء الاختبار المنزلي قد يكون أقل دقة يالنسبة لبعض المرضى، على سبيل المثال أولئك الذين لديهم عامل ليوبس المضاد للتجلط. [14]

### المبادئ التوجيهية
ونشرت المبادئ التوجيهية الدولية في 2005 لتنظيم المتابعة المنزلية للأدوية المضادة للتجلط الدم عن طريق الفم بواسطة الرابطة الدولية للمتابعة المنزلية للأدوية المضادة للتجلط الدم عن طريق الفم  ذكرت دراسة المبادئ التوجيهية الدولية: «اجتمعت الآراء على أن اختبار المريض لنفسه وتحكمه في علاجه تعتبر من الأساليب الفعالة لمتابعة علاج منع تجلط الدم عن طريق الفم، مما يوفر النتائج الجيدة التي هي بنفس الجودة، ومن المحتمل أن تكون أفضل من، تلك التي تتحقق في العيادات المتخصصة لمنع التجلط. ويجب اختيار جميع المرضى بشكل ملائم وتدريبهم. وتعطي أجهزة الاختبار الشخصي / المتابعة الشخصية المتاحة حاليا نتائج» للنسبة المعيارية الدولية«التي هي قابلةٌ للمقارنة بتلك التي يُحصل عليها من التحاليل المعملية.» [104]
وقد تم توسيع تغطية مركز خدمات الرعاية الطبية الأمريكي لاختبار النسبة المعيارية الدولية المنزلي من أجل السماح للمزيد من الناس الحصول عليه في الولايات المتحدة. وقال البيان في 19 مارس 2008، "إن مراكز خدمات الرعاية الصحية والطبية قامت بتوسيع تغطية الرعاية الطبية لإجراء فحوص الدم من المنزل زمن البروثرومبين والنسبة المعيارية الدولية لتشمل المستفيدين الذين يستخدمون دواء الوارفارين،المضاد لتجلط الدم، ومرضى الرجفان الاذيني المزمن أو الجلطات الدموية الوريدية ". بالإضافة إلى ذلك، "فإن هؤلاء المستفيدين من الرعاية الطبية وأطبائهم الذين يديرون الحالات المتصلة بالرجفان الاذيني المزمن أو الجلطات الدموية الوريدية سوف يستفيدون كثيرا من استخدام الاختبار المنزلي.

## معلومات تاريخة
اكتشف زمن البروثرومبين الدكتور "أرماند كويك" وزملاؤه في عام 1935 " وتم نشر الأسلوب الثاني من قِبل الدكتور بول أورينو الذي يدعى أسلوب "البروثرومبين والبروكونفيرتين". وقد ساعد هذا في التعرف على مضادات التجلط الدايكومارول والوارفارين وكان يستخدم لاحقا كمقياسٍ لنشاط الوارفارين عند استخدامها علاجياً.
وقدمت النسبة المعيارية الدولية INR في 1980 في وقت مبكر عندما اتضح أن هناك درجة كبيرة من التباين بين مختلف قياسات زمن البروثرومبين، وجود تباين ويرجع ذلك أساسا إلى مشاكل نقاء تركيز (عامل النسيج) المستخدم لتجلط الدم. وأصبحت «النسبة المعيارية الدولية INR» مقبولةً على نطاقٍ واسعٍ في جميع أنحاء العالم، لا سيما بعد إقرارها من قبل منظمة الصحة العالمية.